# Mohamed Haroun
Pour les articles homonymes, voir Haroun.
Mohamed Haroun ou Masin U Harun, né le 13 avril 1949 à Tifrit commune d'Akbou, Kabylie, Algérie, mort le 22 mai 1996 à Akbou, est un des premiers militants de la cause berbère en Algérie.

## Biographie
Mohamed Haroun est né le 13 avril 1949 dans le village Tifrit à Akbou dans la Wilaya de Béjaïa, Kabylie, fils du sergent Tahar, mort durant la guerre d’Algérie en 1958 et de Bessai Zahoua, morte dans un accident de la circulation en voulant rendre visite à son fils emprisonné à Lambèse, à Batna.
À 11 ans, il a commencé ses études primaires dans un camp militaire français puis il a été admis à la pépinière des enfants de chouhada de bir lahrech à Setif.
Sa brillance et son génie ont permis de faire trois classes en une seule année ensuite il a été orienté vers le collège d’enseignement technique d’El Eulma où il fait 7 km à pied. Au CNET De Sidi-Aich il a eu son CAP d’ajusteur avec la meilleure note.
Au lycée technique de Dellys, il a obtenu un brevet de maîtrise (Bm) et son bac technique en 1968 ce qui lui a permis de s’inscrire à la faculté centrale d’Alger, filière science exactes. Il étudiait aussi l’astronomie à l’observatoire de Bouzaréah. En parallèle, il faisait de la recherche sur la langue amazigh.
Un brillant parcours, des études prometteuse, son itinéraire était semé de subtilité, plein de contrainte, car il croisait souvent ce qu’il abhorrait, l’injustice, l’iniquité qui l’ont poussé à la révolte.

### Son combat
Il commence son combat (d'abord identitaire) en étant maître d'internat au lycée de Dellys, où il essaie de sensibiliser les élèves sur la question berbère. Les coopérants égyptiens se réunissent pour exiger son expulsion de l'établissement.
Plus tard, avec d'autres militants dont Smaïl Medjeber, il participe à la création des revues Itij (Le Soleil) et Taftilt (Eclat lumineux) en langue berbère. Les militants qui distribuent cette revue risquent de se faire arrêter par la Sécurité militaire (SM), mais ils ne baissent pas les bras puisque peu de temps après ils relancent « l'Organisation des Forces Berbères » ainsi que la revue Athmaten (Les Frères) liée à ce mouvement; dès lors, Haroun et ses compagnons radicalisent leur combat. Ils s'engagent alors dans la voie du terrorisme et ils sont à l'origine de plusieurs explosions en Algérie. 
Le 3 janvier 1976, une bombe explose dans les locaux du journal El Moudjahid et une autre, au tribunal militaire de Constantine ; ces deux bombes sont posées respectivement par Hocine Cheradi et Mohamed Haroun. Une troisième bombe devait cibler le tribunal militaire d'Oran, mais le poseur, Smaïl Medjeber, est interpellé par la Sécurité militaire (SM) avant de pouvoir accomplir sa mission.

### Arrestation
Haroun est arrêté le 5 janvier 1976 alors qu'il dînait au restaurant universitaire. Il est mis dans un véhicule banalisé et conduit jusqu'au niveau de l'Établissement national de télévision et est transféré dans un fourgon blindé et transporté jusqu'à un lieu inconnu pour y subir un interrogatoire musclé.
Il est présenté à la Cour de Sûreté de l'État de Médéa le 2 mars 1976, où il écope de la réclusion à perpétuité. À l'issue de ce procès, il est incarcéré à la prison de Tazoult, Lambèse à Batna, où il purge onze ans de peine jusqu’à ce qu'il soit libéré le 5 mars 1987. Il racontera par la suite qu'il a subi des tortures et l'isolement et que ses geôliers voulaient le faire passer pour un traître à la nation et son père pour un harki. En prison, Il passe l'essentiel de son temps à étudier le français, l'arabe, l'espagnol, l'anglais et, secrètement, il continue ses recherches en linguistique berbère. Il écrit plusieurs poèmes dont Avrid n Tlelli (le chemin de la liberté) et Monsieur le Président que Lounès Matoub a repris en chanson.[réf. nécessaire]